# スクリーンキャスト
スクリーンキャスト (screencast) は、コンピュータスクリーンを録画ツールを使って録画したもの。音声を伴うこともある。「スクリーンキャスト」という用語自体は 2004 年にコラムニストの Jon Udell によって造語されたものだが、Lotus ScreenCam などの録画ツールは 1993 年から使われていた。
スクリーンショットがユーザのパソコン画面の写真であるのに対して、スクリーンキャストはユーザのパソコン画面の動画であると言える。
スクリーンキャストには、ソフトウェアの機能のデモンストレーションやプレゼンテーション、ユーザによるソフトウェアのバグ報告などの用途がある。

## スクリーンキャスティングソフト

### クロスプラットフォーム
- Qarbon ViewletBuilder (Linux / MS Windows)
- vnc2swf (Mac OS / Unix / Linux / MS Windows)(オープンソース)
- TurboDemo Enterprise (capture under Linux & MAC OS X → Edit on Windows)
- Wink (フリーウェア) (Linux / MS Windows)
- ScreenRecord (Mac OS / MS Windows)
- Camtasia Studio (Mac OS / MS Windows)

### Linux のみ
- DemoRecorder (商用)
- Xvidcap
- Istanbul
- recordMyDesktop

### Mac のみ
- Display Eater　（リンク切れ）
- ScreenFlow (日本語版)
- Screenography
- Screen Movie Recorder
- SnapZ Pro X

### Windows のみ
- Bulents Screen Recorder
- Bandicam
- BB FlashBack
- CamStudio (Open Source)
- Demo Builder
- DemoCreator (日本語版)
- Macromedia Captivate
- Qarbon ViewletCam
- Replay Screencast
- Windows Media Encoder
- UVScreen Camera
- TurboDemo